# Karangsari (Tuban)
Karangsari is een bestuurslaag in het regentschap Tuban van de provincie Oost-Java, Indonesië. Karangsari telt 3478 inwoners (volkstelling 2010).